# Prez-vers-Siviriez
Prez-vers-Siviriez är en ort i kommunen Siviriez i kantonen Fribourg, Schweiz.  Prez-vers-Siviriez var tidigare en egen kommun, men den 1 januari 2004 inkorporerades Prez-vers-Siviriez i kommunen Siviriez.